# Слебода, Владислав
Владислав Слебода (пол. Władysław Śleboda) (20 июня 1925 года, Длужина, Польша — 22 января 2009 года, Познань, Польша) — польский партийный и общественный деятель, юрист. В 1975—1981 годах президент Познани.
С августа 1946 года член Польской рабочей партии. Затем после объединения партий, с 15 декабря 1948 года, член Польской объединённой рабочей партии (ПОРП).
Учился в Центральной партийной школе в Варшаве (1956—1957) и в Высшей школе общественных наук при ЦК ПОРП (1962—1965).
Член исполнительных комитетов повятовых комитетов ПОРП в Конине и Лешно. Член воеводского комитета ПОРП в Познани. В 1975—1981 годах президент города Познань.
Во время военного положения, интернирован, в числе других видных деятелей прежнего партийно-административного аппарата, на которых военные власти возложили ответственность за положение в стране, 13 декабря 1981 года.
Похоронен на Кладбище на Юникове в Познани.

## Источник
- Instytut Pamięci Narodowej